# Hiéroglyphe égyptien A9
Le hiéroglyphe  égyptien A9 (homme assis portant un panier sur sa tête) est classifié dans la section A « L'Homme et ses occupations » de la liste de Gardiner ; il y est noté A9.

## Représentation
Il représente un homme accroupi, en génuflexion, le bras gauche pendant et le bras droit soutenant un panier W10 sur sa tête. Il est translittéré fȝj ou kȝ.t.

## Utilisation
| f | A | A9 | D40 |

| f | A | A9 | D40 |

| D28 · t | A9 |

| D28 · t | A9 |

« travail, tâche, activité, construction, œuvre, métier manuel ».
C'est un déterminatif du champ lexical de l'acte de porter, charger, stocker. 

## Exemples de mots
| f | A | i | i | t | A9 |

| f | A | i | i | t | A9 |

| A | T · p | A9 |

| A | T · p | A9 |

| A | t · p | A9 | M3 |

| A | t · p | A9 | M3 |